# داني تشو
داني تشو (مواليد 1972)، هو مدوّن لثقافة البوب الصينية وشخصية تلفازية مقيم في اليابان، مولود في بريطانيا من أصل ماليزي-صيني. كما أنه المالك لـ ميراي المتحدة، معروف بأنه صانع الشخصية الخيالية و‌جالبة الحظ الافتراضية ميراي سويناغا (بالإنجليزية: Mirai Suenaga)‏. يدير داني مدونة ينشر فيها منشورات تظهر اسلوب حياته، صاباً التركيز على شركته وتجاربه في اليابان. في 2014، قام داني باصدار خط دمى ازياء خاص به.

## ثقافة اليابان
عمل داني كمخرج ومنتج ومقدم في برنامج تلفازي باسم ثقافة اليابان (بالإنجليزية: Culture Japan)‏ البرنامج كان عن داني تشو وهو يستكشف بنفسه الثقافة اليابانية بنواحيها المختلفة. فقرات البرنامج تكونت عادةً من داني وهو يلتقي بأحد أعضاء الثقافة التي تحاول الحلقة استكشافها. كان للبرنامج فقرات أخرى كانت عبارة عن فيديوهات طويلة ترويها ميراي سويناغا (بصوت UTACO)، الشخصية جالبة الحظ الافتراصية للبرنامج. امتلك الموسم الثاني من البرنامج أغنية افتتاحية انيمَيشنية، من تاليف فرقة vividblaze ومن غناء UTACO، حملت الأغنية اسم سُكيراي Sukirai. الفيديو الانيمَيشني بحد ذاته تم تحريكه بواسطة جاي سي ستاف. في اليابان، يُبَث البرنامج على قناة طوكيو إم أكس تي في. كما يمكن مشاهدته مجاناً على خدمة كرنجي رول.

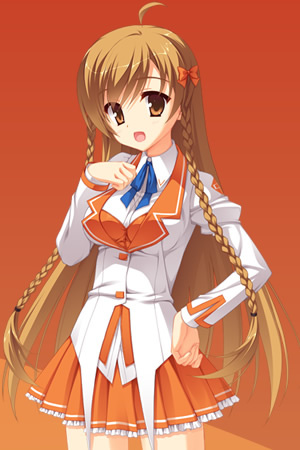
Mirai Suenaga

صرح تشو بأن الغرض الأساسي للبرنامج هو نشر المعرفة عن الثقافة اليابانية إلى بقية العالم، هذا بالرغم من أن البرنامج حصل على اهتمام أكبر في اليابان.

## الدمية الذكية
بدأ داني تشو ومنذ 2014 ببيع دمى أزياء خاصة به عُرفت بـ الدمية الذكية (بالإنجليزية: Smart Doll)‏. تتكون تشكيلة التصاميم الحالية بأكملها من الشخصيات جالبة الحظ الأصلية لداني؛ أجزاء الدمى والاكسسوارات كلاهما متاحان للشراء أيضاً.

## روابط خارجية
- داني تشو في فليكر
- الموقع الرسمي
- داني تشو في Instagram